# Casa de Augustemburgo
Schleswig-Holstein-Sonderburgo-Augustenburgo o modernamente Schleswig-Holstein-Sonderburg-Augustemburgo (en danés: Slesvig-Holsten-Sønderborg-Augustenborg) fue una rama colateral de la Casa de Oldemburgo (Oldenborg) a la que le fue conferido por el rey de Dinamarca el título de duque de Augustemburgo para el jefe de esta familia.

## Historia

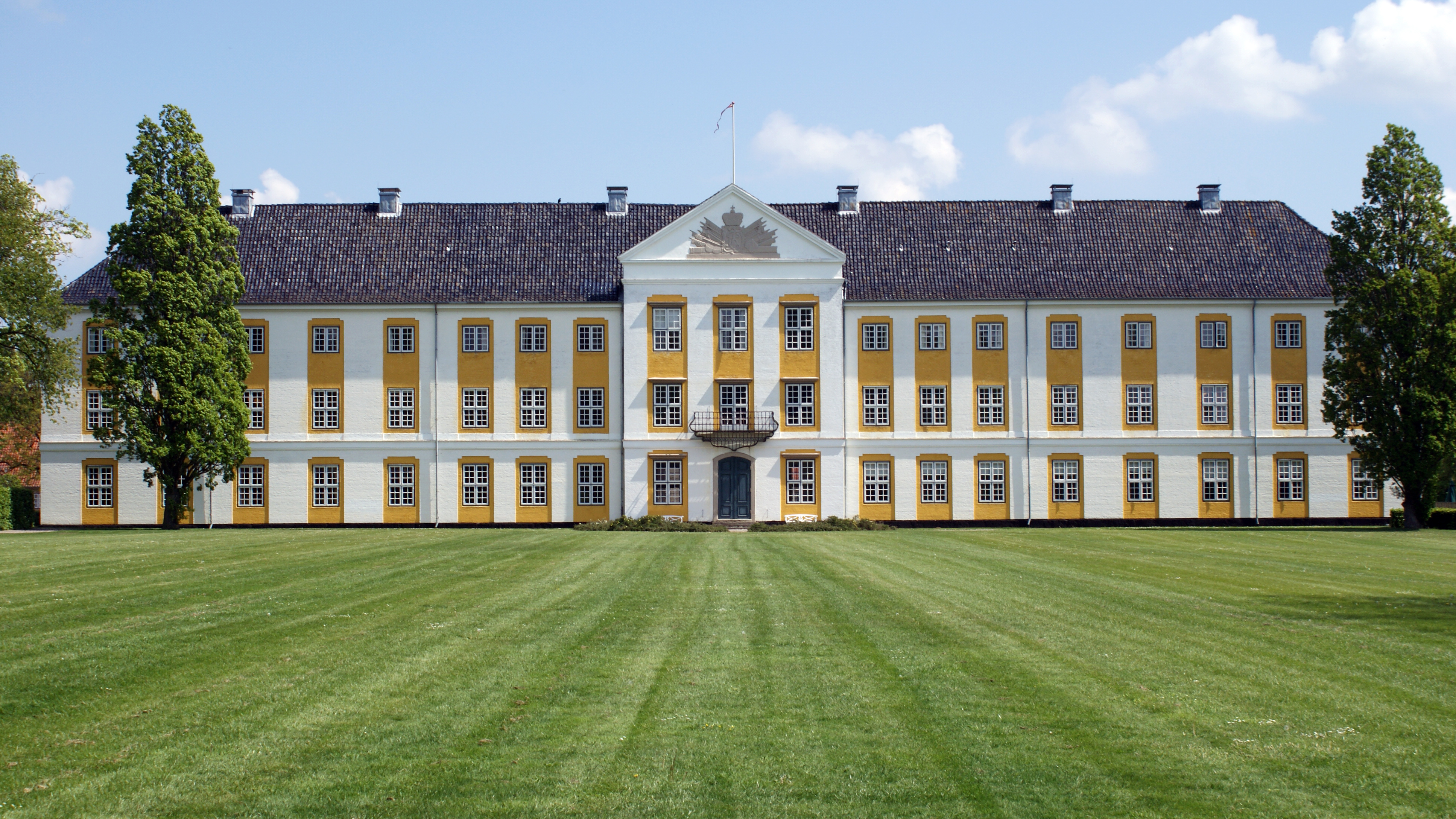
Frontis del Palacio Ducal de Augustemburgo, residencia ancestral de los duques de Schleswig-Holstein-Sonderburg-Augustenburg.

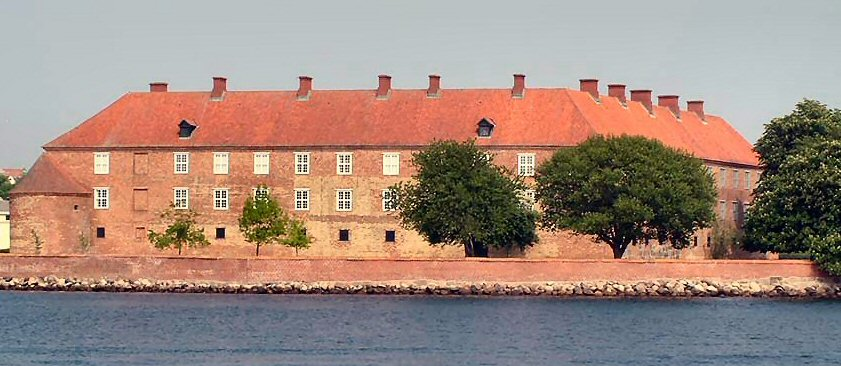
Castillo de Sønderborg, construido en la isla de Als en la ex Jutlandia Meridional; en 1764 pasó a propiedad de los Augustemburgo, pero estos no se instalaron allí.

### Duques sin ducado
Dado que el pequeño y dividido ducado de Schleswig-Holstein-Sonderburg ya no era divisible después de la muerte de Alejandro de Schleswig-Holstein-Sonderburg en 1627, cinco de sus seis hijos con derecho a heredar recibieron el título y el rango ducal, así como los derechos de herencia sobre Schleswig y Holstein, pero ninguna participación parcial en las tierras del ducado. Recibian sus tierras en vínculos feudales de sus parientes dinásticamente mayores, los duques soberanos de Schleswig y de Holstein, que eran a la vez los Oldemburgo reyes de Dinamarca, de los cuales eran vasallos. Para garantizar su independencia económica, se adquirieron bienes, algunos de ellos ubicados fuera de Schleswig-Holstein, por ejemplo en Westfalia. Ese fue origen de esta rama cadete, que se inicia con Ernesto Gunter  (1609-1689), tercer hijo de Alejandro y miembro de la casa real de Dinamarca (nieto de Juan II de Schleswig-Holstein-Sonderburg (1545-1622), el segundo hijo varón del rey Cristián III de Dinamarca.
La línea Augustenburgo tenía propiedades en la isla de Alsen desde 1651. Ernesto Gunter hizo construir  un castillo allí al que bautizó como Augustemburgo en honor a su esposa Augusta de Schlesvig-Holstein-Glücksburg, que también era de una rama de los duques de Schleswig-Holstein como hija de Felipe (1584-1663), duque de Glücksburg. A medida que ese castillo se convirtió en la sede principal de su línea, la familia finalmente usó el nombre de Augustenborg como nombre distintivo de su rama. Como eran agnados de la casa ducal, el título pertenecía a todos (según la costumbre alemana). Más adelante, un rey danés nombró al cabeza de esa línea específicamente como duque de Augustemburgo.
Las propiedades augustenburgueses se ampliaron mucho en el siglo XVIII mediante adquisiciones, pero ese supuso un endeudamiento cada vez mayor. A mediados de siglo, eso les llevó a renunciar a los derechos de herencia en Schleswig y Holstein, por lo que la familia real danesa los compensó económicamente con generosidad. A partir de entonces les fue posible vivir de acuerdo con su estatus, ya que aunques carentes de poder, pertenecían formalmente a la alta nobleza y por tanto debían asumir costosas tareas de representación. 
Desde 1764, la rama de Schleswig-Holsten-Sønderborg-Augustenborg era genealógicamente la línea de la Casa de Oldemburgo más cercana a la línea principal integrada por la familia real danesa. Cuando la familia real danesa amenazaba con desaparecer en la línea masculina, el rey Federico VI de Dinamarca (o, más bien, su principal asesor, Andreas Peter Bernstorff), hizo que su única hermana, Luisa Augusta de Dinamarca, se casara con el entonces príncipe heredero Federico Cristián II (1765-1814) y cabeza de la familia en lo que constituyó una hábil estrategia para proteger al trono danés de posibles herederos extranjeros. En ese momento les fue concedida la propiedad del castillo de Sonderborg  después de la desaparición de sus propietarios, pero contra todas las expectativas los duques no se mudaron al edificio, sino que lo arrendaron como almacén y permanecieron en Augustemburgo. (En  1920 Ernesto Gunther, penúltimo duque, instaló el museo del condado de Sonderborg en una parte del castillo. Al año siguiente en 1921, la Corona Danesa le compró el edificio.)

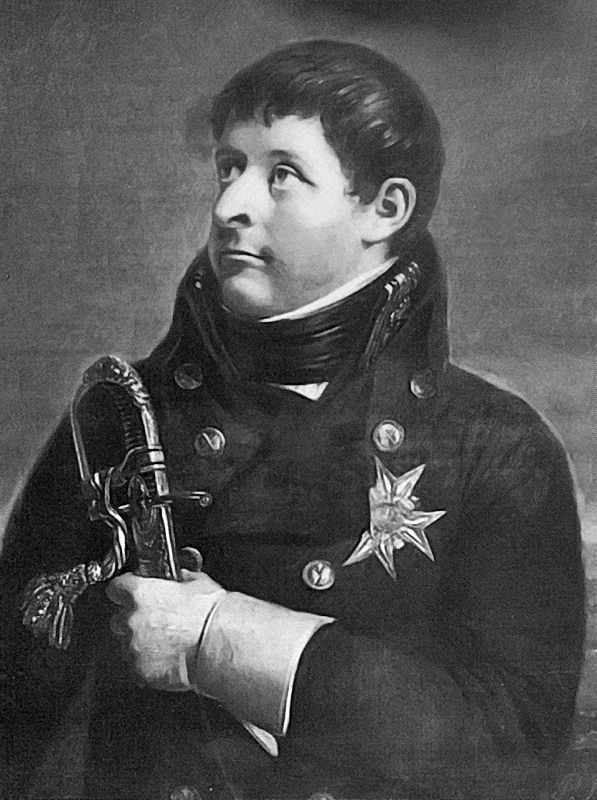
Carlos Augusto de Augustemburgo (1768-1810) murió a los nueve meses de ser declarado heredero al trono sueco.

Las perspectivas no se hicieron realidad, ya que la línea real recibió sorprendentemente un heredero al trono en 1786, gracias al príncipe heredero Federico de Dinamarca , el posterior Christian VIII, por lo que se excluyó a un Augustenburg como sucesor directo al trono.
En 1810 el príncipe Cristián Augusto (1768-1810), hermano menor de Federico Cristián II, fue elegido heredero al trono de Suecia y adoptado por el rey Carlos XIII que no tenía hijos varones, pero ningún Augustemburgo llegó a sentarse sobre el trono, puesto que el príncipe falleció en la ciudad de Escania dos meses después de llegar a Suecia.

### La ley de sucesiones de Augustenburg
Originalmente cercana al rey danés, la familia entró cada vez más en conflicto con la corona durante el siglo XIX. El trasfondo era una disputa sobre la sucesión al trono en Suecia y los derechos de herencia en Dinamarca. El conflicto con Dinamarca se debía  principalmente a los diferentes puntos de vista con respecto a los derechos de herencia de los Augustenburg, que afectaban tanto a Schleswig y Holstein como a Dinamarca.
Con la incorporación de las acciones de Gottorf del Ducado de Schleswig en 1721 en el estado danés y el consiguiente homenaje al rey danés, la Corona creyó que se introdujo allí la Lex Regia, la línea de sucesión danesa, que también permitía la sucesión femenina en el caso de ausencia de un heredero varón. El duque Federico Cristián II, por otro lado, redactó un llamado relato histórico alrededor de 1812 , en el que declaraba que la línea de los Augustenburg era la heredera legítima en caso de que la línea más antigua de la Casa de Oldemburgo, es decir, la casa real danesa, se extinguiese. La justificación se refería a complicados y diferentes derechos para los dos ducados de Schleswig y de Holstein. En el tratado de Ripen de 1460, la indivisibilidad de Schleswig y de Holstein fue exigida y confirmada por la caballería. En el caso de que Schleswig, como feudo danés después del homenaje de 1721, propiciase una sucesión diferente a la del feudo alemán del ducado de Holstein hasta 1806, el duque Friedrich Christian II veía una violación del antiguo tratado de Ripen y, por lo tanto, declaraba que la sucesión femenina en Schleswig no estaba permitida. Para evitar una separación de reinos y ducados con sus diferentes herencias (como prohibía el Tratado de Ripen), recomendaba un heredero de la línea de los augustenburgos que pudiera combinar ambos derechos.

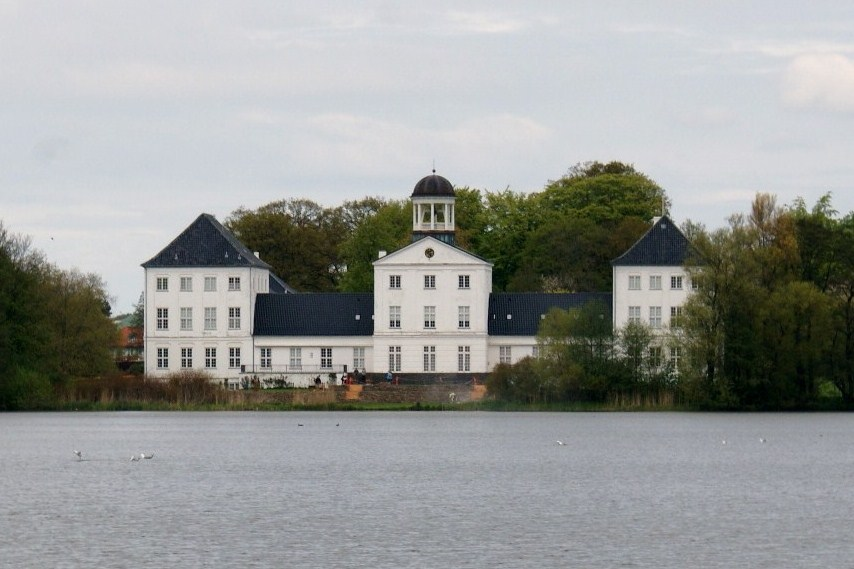
Castillo Gravenstein

La extensa presentación ya no se discutió públicamente durante la vida de Federico Cristián II. Pero era parte de su testamento político, al que su hijo Cristián Augusto II de Schleswig-Holstein-Sonderburg-Augustenburgo —que también provenía de la familia real danesa a través de su madre— se refirió más tarde cuando declaró sus pretensiones al trono a Christian VIII en 1846, porque su heredero al trono, Federico VII, aún no tenía hijos a la edad de 38 años. Sin embargo, el rey se negó firmemente.
Una rama lateral de Schleswig-Holstein-Sonderburg-Beck formada en 1646 recibió su nombre de la finca Haus Beck en Löhne, que pertenecía a la propiedad del primer duque. La línea más joven de la Casa de Schleswig-Holstein-Sonderburg-Glücksburg surgió de esta rama de la familia en 1825.

### Después de 1848
A principios del siglo XIX, la línea real danesa amenazaba con extinguirse. El duque de Augustemburgo era el siguiente heredero por línea masculina de la casa real, ya que no había más descendientes agnáticos o patrilineales de Federico III de Dinamarca (1534-1588). Esta situación lo convirtió en protagonista de la Cuestión de Schleswig-Holstein, que derivó en la Guerra de Schleswig-Holstein (1848-1851). Los augustenburgos se pusieron del lado de los insurgentes que planeaban que los dos ducados, bajo el gobierno de Augustenburgo, se unieran a la Confederación Germánica. Tras la victoria de las tropas danesas, en 1852 los duques tuvieron que abandonar su sede ancestral en Als  y adquirieron propiedades en Silesia, en especial el castillo de Primkenau, su nueva residencia.
Con la muerte de Federico VII de Dinamarca en 1863, que suponía la extinción masculina de la casa principal de los Oldemburgo, la Sucesión danesa  dio lugar a la segunda Guerra de Schleswig-Holstein o Guerra de los Ducados (1864), en la que Cristián, duque de Augustemburgo, pretendió proclamarse como duque Federico VIII de Schleswig-Holstein en 1864. Los augustenburgueses pudieron regresar a su antigua propiedad en 1867, después de que Schleswig-Holstein se incorporara al estado prusiano, del cual solo tenían el castillo de Gravenstein poblado. Sus esperanzas de ser utilizados como soberanos se desvanecieron porque Bismarck, en cambio, anexionó Schleswig y Holstein a Prusia. La línea se extinguió en 1931 en la línea masculina.
La hija de Cristián, Augusta Victoria (1858-1921) fue la última emperatriz de Alemania como esposa del kaiser Guillermo II. Hermano de esta soberana fue el duque Ernesto Gunter (1863-1921), que al no tener hijos fue sucedido por su sobrino Alberto de Schleswig-Holstein-Sonderburg-Augustenburg (1869-1931), en quien se extingue la casa en 1931 por carecer de vástagos. En noviembre de 1920, su penúltimo jefe había adoptado al príncipe Juan Jorge de Schleswig-Holstein-Sonderburg-Glücksburg y a su hermana, la princesa María Luisa, hijos del príncipe Alberto de Schleswig-Holstein-Sonderburg-Glücksburg.
Después de la extinción de los Augustemburgo en 1931, la antigüedad recayó en la línea de los duques de Glücksburg, jefes de la segunda línea de Holstein, —conocida en alemán como  Casa de Schleswig-Holstein-Sonderburg-Glücksburg y en danés como Slesvig-Holsten-Sønderborg-Lyksborg—, descendientes también de Cristián III de Dinamarca, se erigen como la rama primogénita de la Casa de Oldemburgo.

## Duques de Augustenburgo
| Imagen | Inicio                  | Final                   | Nombre                                                             | Notas |   | Consorte | Inicio                   | Final                  |
| | 13 de mayo de 1627      | 18 de enero de 1689     | Ernesto Gunter (14 de octubre de 1609-18 de enero de 1689          | Fundador de la rama dinástica, hijo de Alejandro de Schleswig-Holstein-Sonderburg y Dorotea de Schwarzburgo-Sondershausen |   | Augusta de Schleswig-Holstein-Glücksburg (10 hijos) (7 de junio de 1633-26 de mayo de 1701; matr. 15 de junio de 1651) María Teresa de Velbrück  | 15 de junio de 1651      | 18 de enero de 1689    |
| | 18 de enero de 1689     | 3 de agosto de 1692     | Federico (10 de diciembre de 1652-3 de agosto de 1692)             | Hijo del anterior, Ernesto Gunter, y de Augusta de Schleswig-Holstein-Glücksburg |   | Ana Cristina Bereuter (sin hijos) | ?                        | ?                      |
| | 3 de agosto de 1692     | 12 de marzo de 1731     | Ernesto Augusto (30 de octubre de 1660-12 de marzo de 1731)        | Hermano del anterior. |   | María Teresa de Weinberg (sin hijos) (?-1712; matr. 1695)                                                                                        | 1695                     | 1712                   |
| | 12 de marzo de 1731     | 20 de enero de 1754     | Cristián Augusto (4 de agosto de 1696-20 de enero de 1754          | Sobrino del anterior, e hijo de Federico Guillermo (1668-1714)) y de Sofía Ahlefeldt (fall. 1741) |   | Federica Luisa de Danneskiold-Samsøe (9 hijos) (2 de octubre de 1699-2 de diciembre de 1744; matr. 21 de julio de 1720)                          | 12 de marzo de 1731      | 2 de diciembre de 1744 |
| | 20 de enero de 1754     | 13 de noviembre de 1794 | Federico Cristián I (6 de abril de 1721-13 de noviembre de 1794    | Hijo del anterior, Cristián Augusto, y de Federica de Danneskjold-Samsøe. Renunció a los derechos de herencia en Schleswig y Holstein a cambio de una compensación de la cas real danesa. |   | Carlota Amalia Guillermina de Schleswig-Holstein-Sonderburg-Plön (7 hijos) (23 de abril de 1744-11 de octubre de 1770; matr. 26 de mayo de 1762) | 26 de mayo de 1762       | 11 de octubre de 1770  |
| | 13 de noviembre de 1794 | 14 de junio de 1814     | Federico Cristián II (28 de septiembre de 1765-14 de junio de 1814 | Hijo del anterior, Federico Cristián I, y de Carlota de Schleswig-Holstein-Plön. Esperaba reclamar el trono danés al casarse con la princesa danesa Luisa Augusta de Dinamarca y solicitó el trono sueco. |   | Luisa Augusta de Dinamarca (3 hijos) (7 de junio de 1771-13 de enero de 1843; matr.27 de mayo de 1786)                                           | 13 de noviembre de 1794  | 14 de junio de 1814    |
| | 14 de junio de 1814     | 11 de marzo de 1869     | Cristián Augusto II (19 de julio de 1798-11 de marzo de 1869       | Hijo del anterior, Federico Cristián II, y de Luisa Augusta de Dinamarca. Fue expulsado oficialmente del Imperio danés en 1851 como resultado de la Guerra de Schleswig-Holstein. |   | Luisa Sofía de Danneskiold-Samsøe (7 hijos) (22 de septiembre de 1796-11 de marzo de 1867; matr. 18 de septiembre de 1820)                       | 18 de septiembre de 1820 | 11 de marzo de 1867    |
| Duque de Schleswig-Holstein (1863-1931) (con la extinción de la casa de Oldemburgo en 1863, la casa de Augustenburg reclamó el título de duque de Schleswig-Holstein) |                         |                         |                                                                    | |   | |                          |                        |
| | 15 de noviembre de 1863 | 14 de enero de 1880     | Federico VIII (6 de julio de 1829-14 de enero de 1880)             | Hijo de Cristián Augusto y de Luisa Sofía de Danneskiold-Samsøe. En 1863 se proclamó duque de Schleswig-Holstein con el nombre de Federico VIII y fue reconocido por Prusia como un equivalente de los príncipes mediatizados, ya que los Augustenburg querían la posesión de Schleswig-Holstein para unirlo con la Confederación Germánica, y no con Dinamarca.       |   | Adelaida de Hohenlohe-Langenburg (? hijos) (20 de julio de 1835-25 de enero de 1900; matr. 11 de septiembre de 1856)                             | 15 de noviembre de 1863  | 14 de enero de 1880    |
| | 1880                    | 22 de febrero de 1921   | Ernesto Gunter (11 de agosto de 1863-22 de febrero de 1921)        | Hijo del anterior, Federico VIII, y de Adelaida de Hohenlohe-Langenburg |   | Dorotea de Sajonia-Coburgo-Gotha (sin hijos) (30 de abril de 1881-21 de febrero de 1967; matr. 2 de agosto de 1898)                              | 2 de agosto de 1898      | 22 de febrero de 1921  |
| | 22 de febrero de 1921   | 27 de abril de 1931     | Alberto (26 de febrero de 1869-27 de abril de 1931)                | Primo del anterior e hijo de Cristián de Schleswig-Holstein y Elena del Reino Unido Último duque (duque titular) de Schleswig-Holstein, con él se extinguió la línea en la línea masculina. Como duque de Schleswig-Holstein y Jefe de la Casa de Oldemburgo, Alberto fue sucedido por su primo lejano, el duque de Flensburg Federico Fernando de Schleswig-Holstein. | — | Nunca se casó | —                        | —                      |

## Miembros destacados de la familia

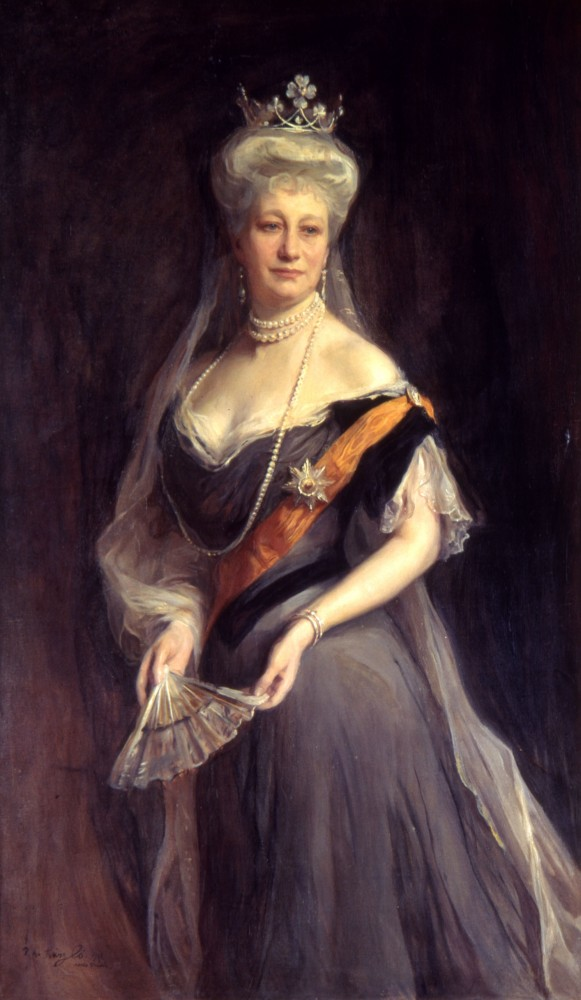
Augusta Victoria, última emperatriz consorte de Alemania como esposa de Guillermo II

Los miembros no gobernantes más destacados fueron:
- Carolina Amalia de Augustenburgo (1796-1881), reina consorte de Dinamarca como esposa de Cristián VIII;
- Augusta Victoria de Augustenburgo (1858-1921), última emperatriz consorte de Alemania como esposa de Guillermo II;

Y otros miembros de la familia:
- Dorotea Luisa de Schleswig-Holstein-Sonderburg-Augustenburg (1663-1721), abadesa alemana;
- Federico Guillermo de Schleswig-Holstein-Sonderburg-Augustenburg (1668-1714), general de división real danés y jefe del regimiento terrestre de Oldenburg;
- Cristián Augusto de Schleswig-Holstein-Sonderburg-Augustenburg (1768-1810), presunto heredero al trono de Suecia;
- Sofía Leonor Federica de Schleswig-Holstein-Sonderburg-Augustenburg (1778-1836), miniaturista danesa-alemana;
- Federico Emilio Augusto de Schleswig-Holstein-Sonderburg-Augustenburg, Príncipe de Noer (1800-1865);
- Woldemar de Schleswig-Holstein-Sonderburg-Augustenburg, general prusiano;
- Luisa Sofía de Schleswig-Holstein-Sonderburg-Augustenburg (1866-1952), hermana de Augusta Victoria;
- Cristián Víctor de Schleswig-Holstein (1867-1900), miembro de la familia real británica y oficial;
- Elena Victoria de Schleswig-Holstein (1870-1948), miembro de la familia real británica y nieta de la reina Victoria.